# Vegesacker Ruderverein
Der Vegesacker Ruderverein (VRV) ist ein Ruderverein in Bremen-Vegesack an der Lesum. Der VRV ist Mitglied im Deutschen Ruderverband (DRV) und im Landesruderverband Bremen (LRVB).

## Geschichte

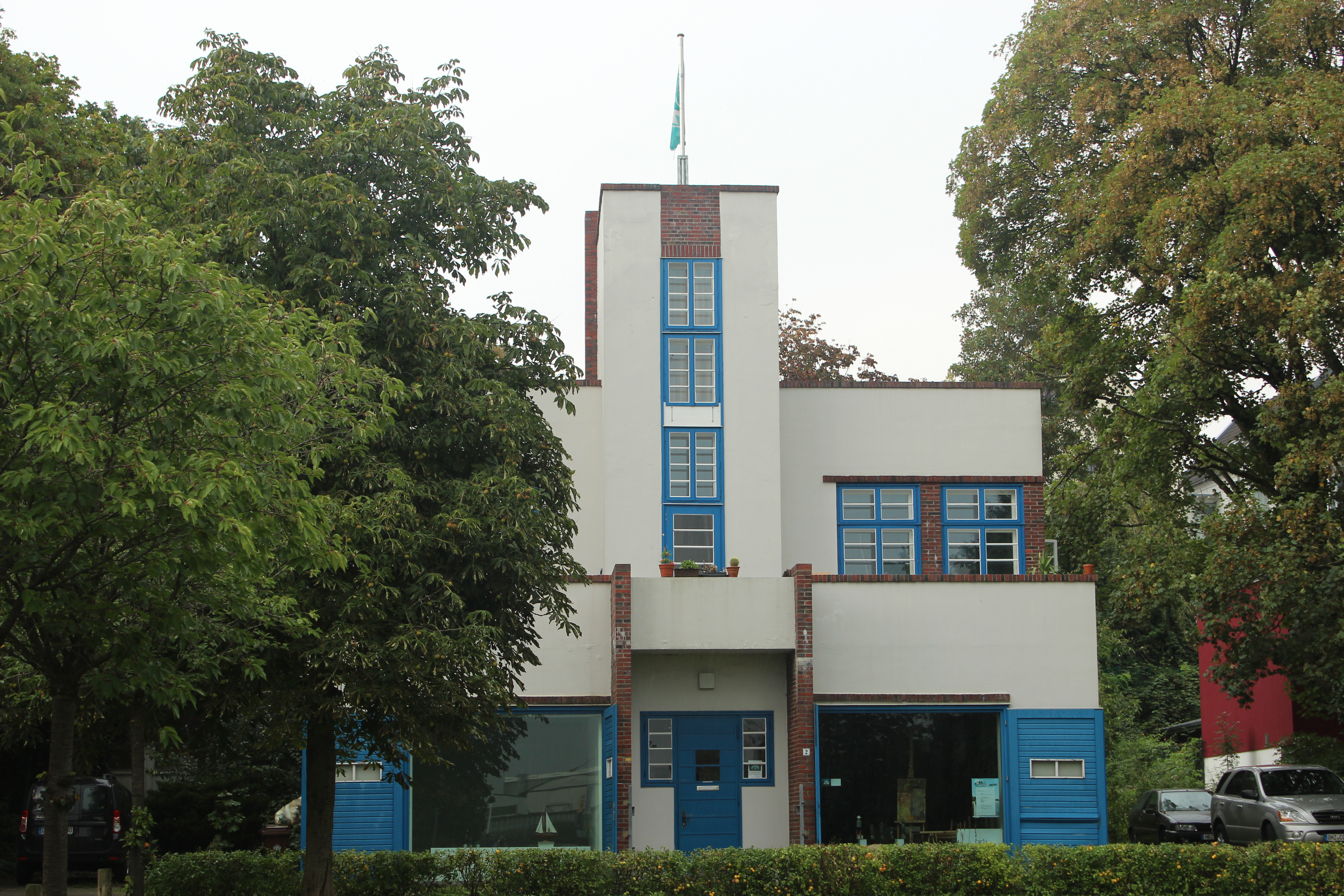
Haus am Wasser

Der Vegesacker Ruderverein wurde am 15. Dezember 1900 im Hotel „Bellevue“ in der Weserstraße gegründet. Die ersten Boote wurden von der Lürssen-Werft gebaut, die ihren Betrieb noch am Vegesacker Hafen hatte.
Seit 1927 hat der VRV auch eine Damenabteilung. Ebenfalls 1927 entstand das Haus am Wasser als Bootshaus des Vereins. 1974 zog der Vegesacker Ruderverein an die Lesum um und verließ das Haus am Wasser.
Der VRV arbeitet mit der Rudermannschaft der Jacobs University Bremen zusammen.

## Sportliche Erfolge

### Deutsche Meister
- Luise Asmussen, U23-Meisterschaften 2019, Goldmedaille[4]

### Europameister
- Luise Asmussen, U23-EM 2018, Bronzemedaille[5]

### Weltmeister
- Luise Asmussen, U23-WM Bronzemedaille 2019 im Leichtgewichts-Frauen-Doppelzweier[6]

### Olympische Sommerspiele
- Zweier mit Steuermann: Heinz Manchen und Helmut Noll, Silbermedaille 1952 Helsinki